# Нурмухамедов, Хасен Нурмухамедович
Хасен Нурмухамедович Нурмухамедов (1900, аул № 4, Петропавловский уезд, Акмолинская область, Российская империя — 25 февраля 1938, Алма-Ата, Казахская ССР, СССР) — советский партийный и государственный деятель, нарком здравоохранения Казахской ССР (1936—1937).

## Биография
Родился в крестьянской семье.
В 1917—1919 г. член партии «Алаш», член РКП(б) с 1920 г.
В 1921 г. окончил Сибирскую областную советскую партийную школу города Омска, в 1927 г. — экономический факультет Московской сельскохозяйственной академии имени К. А. Тимирязева, в 1932 г. — аспирантуру научно-исследовательского колхозного института (Москва).
В 1914—1918 гг. работал по найму. В 1919—1920 гг. был учителем школы Атбасарского уезда.
- 1920—1921 гг. — заведующий мусульманской секцией Атбасарского уездного комитета ВКП(б), заместитель секретаря Петропавловского губернского комитета ВКП(б),
- 1922—1923 гг. — член редакционной коллегии газеты «Еңбекші қазақ», одновременно ответственный редактор журнала «Қызыл Қазақстан»,
- 1923—1928 гг. — начальник землеустроительной партии в Семипалатинской и Акмолинской губерниях,
- 1928—1932 гг. — научный сотрудник Московского научно-исследовательского института сельскохозяйственной экономики, аспирант научно-исследовательского колхозного института,
- 1932—1933 гг. — директор научно-исследовательского института социалистической реконструкции сельского хозяйства города Алматы,
- 1933—1934 гг. — заместитель председателя Госплана Казахской ССР,
- 1934—1936 гг. — председатель президиума Казахского филиала ВАСХНИЛ, председатель исполнительного комитета Восточно-Казахстанского областного совета (центр — г. Семипалатинск),
- 1936—1937 гг — народный комиссар здравоохранения Казахской ССР.

Член КазЦИКа (1922—1924). Делегат І съезда КП (б) (1937), член ЦК КП(б) Казахстана.
Автор научных работ по проблемам животноводства.
В конце октября 1937 г. Был арестован, в феврале 1938 г. Военной коллегией Верховного суда Казахской ССР по обвинению в контрреволюционной деятельности был осужден к расстрелу. В декабре 1957 г. Военной коллегией Верховного суда СССР был реабилитирован за отсутствием состава преступления.